# 蒙托尔 (阿列省)
蒙托尔（法語：Montord，法語發音：[mɔ̃tɔʁ]）是法国阿列省的一个市镇，位于该省中南部，属于穆兰区。

## 地理
蒙托尔（46°17'35"N, 3°13'49"E）面积4.44 平方千米，位于法国奥弗涅-罗讷-阿尔卑斯大区阿列省，该省份为法国中部省份，北起涅夫勒省、西北接谢尔省，西南至克勒兹省，南至多姆山省，东南临卢瓦尔省，东临索恩-卢瓦尔省。
与蒙托尔接壤的市镇（或旧市镇、城区）包括：塞塞、沙雷伊-桑特拉、卢希-蒙方、锡乌勒河畔圣普尔桑。

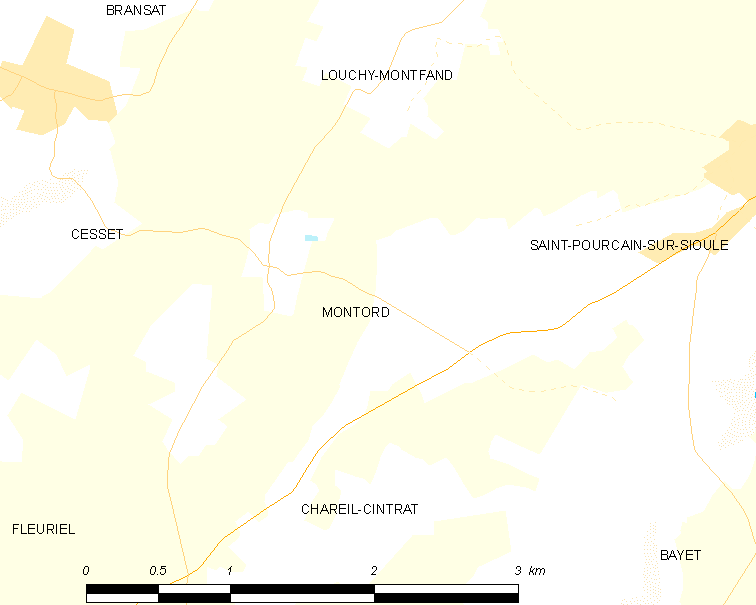
的OSM定位图

蒙托尔的时区为UTC+01:00、UTC+02:00（夏令时）。

## 行政
蒙托尔的邮政编码为03500，INSEE市镇编码为03188。

## 政治
蒙托尔所属的省级选区为锡乌勒河畔圣普尔桑县。

## 人口

1962-2008年间人口变化图示

蒙托尔于2022年1月1日时的人口数量为209人。